# Кашич (Пироваць)
Кашич (хорв. Kašić) — населений пункт у Хорватії, у Шибеницько-Книнській жупанії у складі громади Пироваць.

## Населення
Населення за даними перепису 2011 року становило 126 осіб.
Динаміка чисельності населення поселення:

## Клімат
Середня річна температура становить 14,66 °C, середня максимальна – 27,78 °C, а середня мінімальна – 2,13 °C. Середня річна кількість опадів – 770 мм.
| Клімат поселення                              | Клімат поселення | Клімат поселення | Клімат поселення | Клімат поселення | Клімат поселення | Клімат поселення | Клімат поселення | Клімат поселення | Клімат поселення | Клімат поселення | Клімат поселення | Клімат поселення | Клімат поселення |
| Показник                                      | Січ.             | Лют.             | Бер.             | Квіт.            | Трав.            | Черв.            | Лип.             | Серп.            | Вер.             | Жовт.            | Лист.            | Груд.            |                  |
| Середній максимум, °C                         | 10,31            | 10,92            | 13,34            | 16,66            | 21,56            | 25,28            | 27,78            | 27,33            | 23,35            | 19,64            | 13,96            | 10,92            |                  |
| Середня температура, °C                       | 6,22             | 6,84             | 9,26             | 12,57            | 17,47            | 21,20            | 24,35            | 23,90            | 19,92            | 16,20            | 10,53            | 7,50             |                  |
| Середній мінімум, °C                          | 2,13             | 2,76             | 5,17             | 8,49             | 13,37            | 17,10            | 20,92            | 20,47            | 16,50            | 12,78            | 7,10             | 4,07             |                  |
| Норма опадів, мм                              | 68               | 59               | 64               | 66               | 55               | 50               | 28               | 44               | 79               | 85               | 93               | 79               |                  |
| Середньомісячна швидкість вітру, м/с          | 2.86             | 2.99             | 3.16             | 3.00             | 2.62             | 2.40             | 2.42             | 2.29             | 2.53             | 2.66             | 3.21             | 3.12             |                  |
| Середньомісячна сонячна радіація, кДж/м²·день | 5234             | 7987             | 11713            | 16550            | 20577            | 23245            | 24669            | 21542            | 15953            | 10219            | 5682             | 4462             |                  |
| --------------------------------------------- | ---------------- | ---------------- | ---------------- | ---------------- | ---------------- | ---------------- | ---------------- | ---------------- | ---------------- | ---------------- | ---------------- | ---------------- | ---------------- |
| Джерело:                                      |                  |                  |                  |                  |                  |                  |                  |                  |                  |                  |                  |                  |                  |